# Brückenkopf (Ingolstadt)

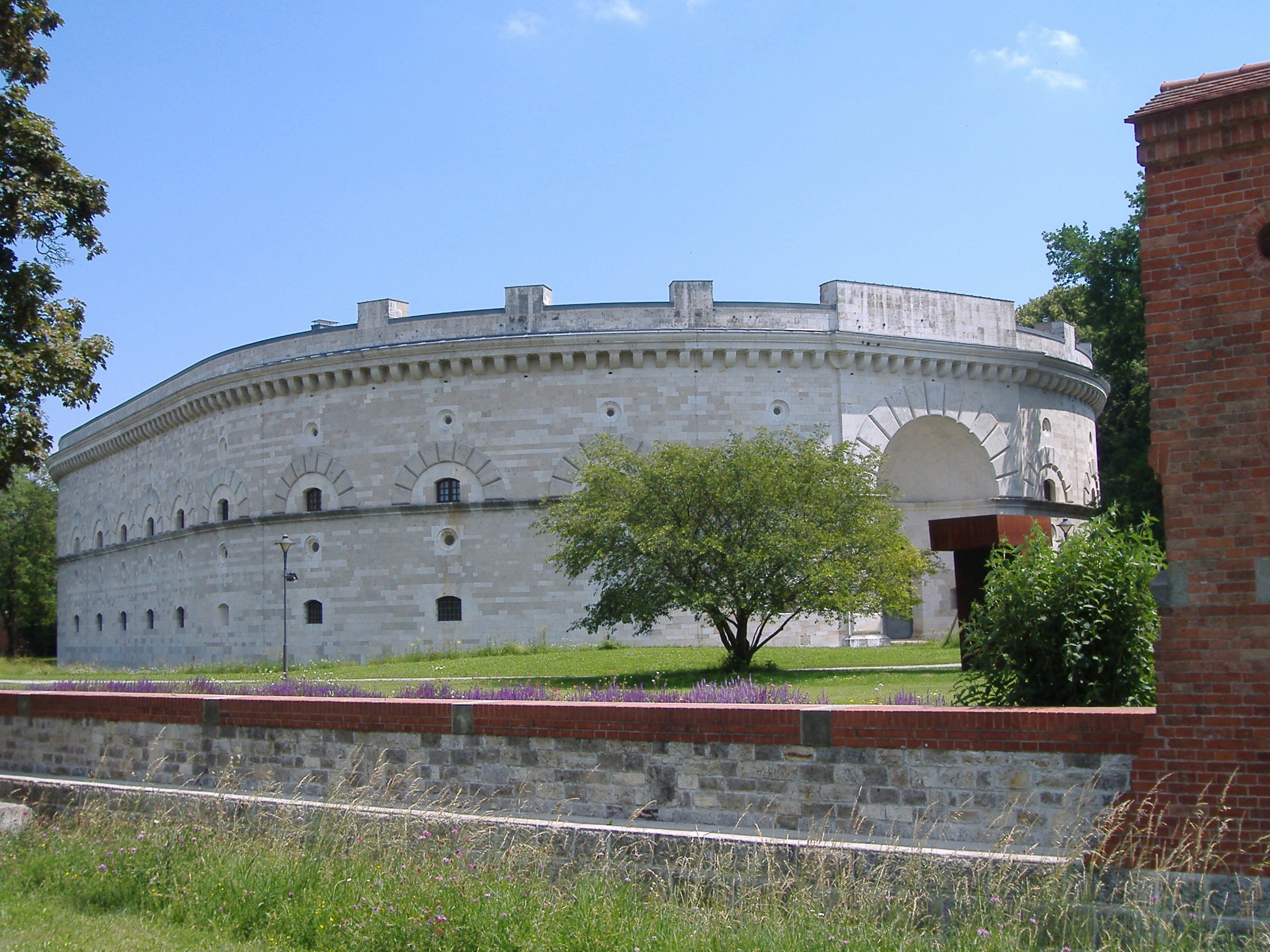
Turm Triva im Klenzepark

Der Brückenkopf in Ingolstadt ist ein Unterbezirk des Bezirks Ingolstadt Mitte. Er befindet sich südlich der Donau, gegenüber der Altstadt und wurde nach der einstigen Funktion des Gebietes als Brückenkopf benannt. In diesem Unterbezirk befinden sich mit dem Klenzepark und dem Luitpoldpark überwiegend Parkanlagen, sowie zahlreiche Bauten der Landesfestung Ingolstadt. Darunter das Reduit Tilly, das die Abteilung zum Ersten Weltkrieg des Bayerischen Armeemuseums enthält und der Turm Triva, in dem das Bayerische Polizeimuseum untergebracht ist. Auch die Saturn-Arena sowie die Leo-von-Klenze-Schule befinden sich am Brückenkopf. Größtes Unternehmen ist das Verlagshaus des Donaukuriers. Im Unterbezirk Brückenkopf leben 595 Einwohner mit Hauptwohnsitz (Stand 31. Dezember 2023).
In der Antike errichteten die Römer hier Festungen und Sperren um den Germanen die Donauüberquerung zu erschweren. Die Donau bildete damals die Grenze zwischen dem römischen Reich und dem Reich der Germanen und Franken. 